# Howard Sandroff

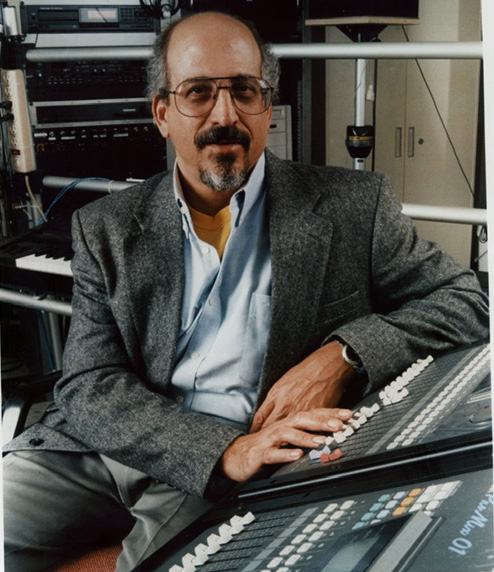
Howard Sandroff, 1997

Howard Sandroff (* 28. Oktober 1949 in Chicago, Illinois) ist ein US-amerikanischer Komponist und Musikpädagoge.
Sandroff studierte am Chicago Musical College der Roosevelt University und am Massachusetts Institute of Technology. Seine Kompositionslehrer waren Robert Lombardo und Ben Johnston. Er erhielt Kompositions- und Forschungsstipendien u. a. des National Endowment for the Arts, der University of Chicago und der Yamaha Music Foundation. Er wirkte als Dirigent und Direktor des Chicago's New Art Ensemble und ist Dozent für Musik an der University of Chicago und leitet deren Studio für Computermusik. Außerdem ist er Professor für Klangkunst am Columbia College Chicago.
Unter den Kompositionen Sandroffs finden sich Werke für Soloinstrumente, kammermusikalische Ensembles und Orchester, häufig verbunden mit live gespielter oder aufgezeichneter elektronischer Musik. Sie wurden weltweit bei Konzerten und Festivals wie New Music America, dem Aspen Music Festival, der New Music Chicago, der International Computer Music Conference, und dem World Saxophone Congress aufgeführt. 2009 wurde er von Pierre Boulez eingeladen, an der Eröffnung der neuen IRCAM im Centre Georges Pompidou teilzunehmen, bei der Alain Damiens mit dem Ensemble Intercontemporain seine Komposition Tephillah für Klarinette und Computer aufführte.
Als Livemusiker führte Sandroff elektronische und Computermusik von Komponisten wie Alvin Lucier, Edwin London, Robert Lombardo, Steve Reich, Barney Childs, Matthew Malsky, Easly Blackwood, Morton Subotnik und Pierre Boulez auf. Mit dem Klarinettisten John Bruce Yeh bildet er das Duo Double Dialogue.

## Werke
- La Joie (the joy) für Klarinettentrio, 1996
- Chant de femme für Flöte und elektronische Klänge, 1996
- Chorale für Saxophonquartett, 1994
- Tephilla für Klarinette und computergesteuerten Audioprozessor, 1990
- Eulogy für Altsaxophon, 1989
- Concerto for Electronic Wind Instrument and String Orchestra, 1988
- The Bride's Complaint für Sopran und Computer, 1987
- Adagio für Klavier, 1985
- Concerto for Piano and Orchestra, 1983
- …there is a decided lack of enthusiasm at my end of the leash. für zwei Klaviere und elektronische Klänge auf Tonband, 1981